# إسماعيل محمد يوسف
إسماعيل محمد يوسف هو منافس ألعاب قوى قطري، ولد في 10 أغسطس 1967.